# Krásná Hora nad Vltavou
Krásná Hora nad Vltavou är en stad i Tjeckien.   Den ligger i regionen Mellersta Böhmen, i den centrala delen av landet, 50 km söder om huvudstaden Prag. Krásná Hora nad Vltavou ligger 434 meter över havet och antalet invånare är 1 002.
Terrängen runt Krásná Hora nad Vltavou är platt åt sydost, men åt nordväst är den kuperad. Runt Krásná Hora nad Vltavou är det ganska glesbefolkat, med 35 invånare per kvadratkilometer. Närmaste större samhälle är Sedlčany, 12,4 km nordost om Krásná Hora nad Vltavou. Omgivningarna runt Krásná Hora nad Vltavou är en mosaik av jordbruksmark och naturlig växtlighet.